# 그리니치 자오선

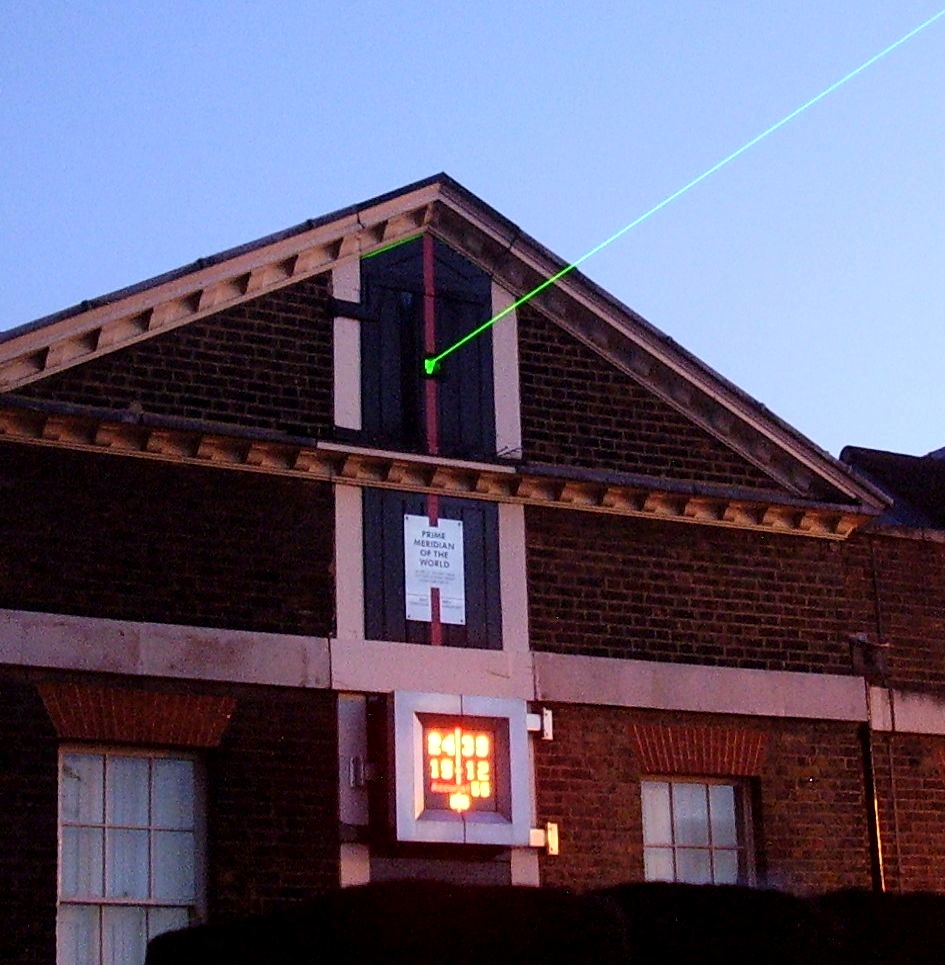
그리니치 천문대에서 투영되는 그리니치 자오선을 나타내는 레이저

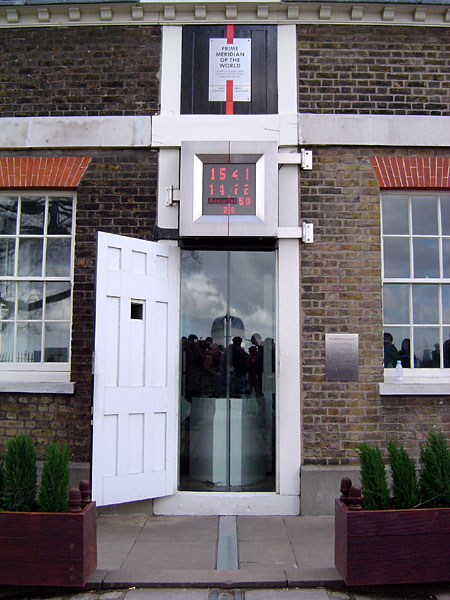
그리니치 천문대 구 본관에 기록된 그리니치 자오선

그리니치 자오선(영어: Greenwich meridian)은 영국 런던 교외 그리니치 그리니치 천문대에 있는 에어리 자오환의 중심을 지나는 자오선이다.
현재 국제적으로 사용되는 본초 자오선 (경도 0도 0분 0초 자오선)은 그리니치 자오선을 계승한 IERS 기준 자오선이다. 그리니치 자오선의 경도는 서경 0도 0분 5.3101초이기 때문에, 완전히 같은 것은 아니다. 그러나 이 두 자오선은 전 지구 적으로 매우 가깝기 때문에 지금도 통속적으로 그리니치 자오선이 본초 자오선의 의미로 사용될 수 있다.

## 역사
그리니치 천문대는 기준 자오선을 결정하는 관측을 위해 1675년에 설치되었다. 초대 천문관 존 플램스티드는 그리니치 천문대에서 관측한 엄격한 별 그림을 만들어 세계 곳곳에서 그리니치 관측 시간의 차이를 측정하면 그리니치 천문대와의 경도 차이를 알 수 있다고 생각하였고, 플램스티드 천구도보라는 별자리를 제작했다. 이 별자리는 항해에 의해 널리 사용되었다. 한편, 다른 나라도 각 나라의 천문대를 기점으로 한 별자리를 만들었다. 그러나 1750년대 영국이 세계적인 해운국가가 되면 플램스티드가 만든 것을 전 유럽으로 사용되는 것이 많아졌다. 세계 해도도 일찍부터 그리니치 자오선을 기준으로 채용했다.
1851년 조지 비델 에어리는 그리니치 천문대의 당시 본관에 자오환을 설치했다. 이것은 그리니치 자오선의 기준이되었다. 에어리 자오환의 위치는 WGS84는 북위 51도 28분 40.1247초 서경 0도 0분 5.3101초이다.
1884년 기준으로, 세계의 3분의 2 이상의 배가 그리니치 자오선을 기준으로 한 차트를 사용했다. 1884년 10월 미국 대통령 체스터 A. 아서 제창으로 25개국 41대표가 워싱턴 D.C.에 모여 국제 자오선 회의가 열렸다. 이 회의에서 그리니치 자오선을 육지도 대상으로 하는 세계 공식 본초 자오선으로 채택되었다. 그러나 프랑스는 평결을 기권하여, 이후에도 1911년까지 파리 자오선을 계속 사용했다.
1999년 12월 16일부터 야간에 녹색 레이저를 북쪽 런던의 방향으로 비추어 그리니치 자오선을 나타내고 있다.
그리니치 자오선은 영국, 프랑스, 스페인, 알제리, 말리, 부르키나파소, 토고, 가나, 남극의 퀸모드랜드를 통과한다.

## 같이 보기
- 경도 180도
- 본초 자오선